# 嗚呼初恋
「嗚呼初恋」（ああはつこい）は、3B LAB.☆の5枚目のシングル。 2004年9月22日にビクターエンタテインメントから発売された。

## 概要
3Bのメンバーのみによる演奏の曲はシングル曲ではこの作品が最後で、後の「Let's HappiecE Life!」では、正式にメンバーに加入する前の、SHOJI METASONIKの演奏が音源に取り入れられている。PVには岡平に見立てた小学生が登場する。

## 収録曲
（全作詞： 岡平健治）
1. 嗚呼初恋 [4:09]
岡平の小学生のときの失恋のエピソードをもとに作られた曲。PVもその話に見立てている。
2. 椛 [4:19]
途中でラップが存在する。
3. 嗚呼初恋〜Unplugged〜
「嗚呼初恋」のアンプラグド版。

## 収録アルバム
| 曲名     | アルバム                     | 発売日        | 備考                  |
| -------- | ---------------------------- | ------------- | --------------------- |
| 嗚呼初恋 | 『黄昏EVOLUTION＃3』         | 2005年6月22日 | 6thオリジナルアルバム |
| 嗚呼初恋 | 『Upper BEST』               | 2006年9月20日 | 1stベストアルバム     |
| 嗚呼初恋 | 『Upper BEST + Ballad BEST』 | 2008年3月26日 | 3rdベストアルバム     |